# گرافنور
شهر گرافنوردر ایالت بایرن در کشور آلمان واقع شده‌است.

## نگارخانه

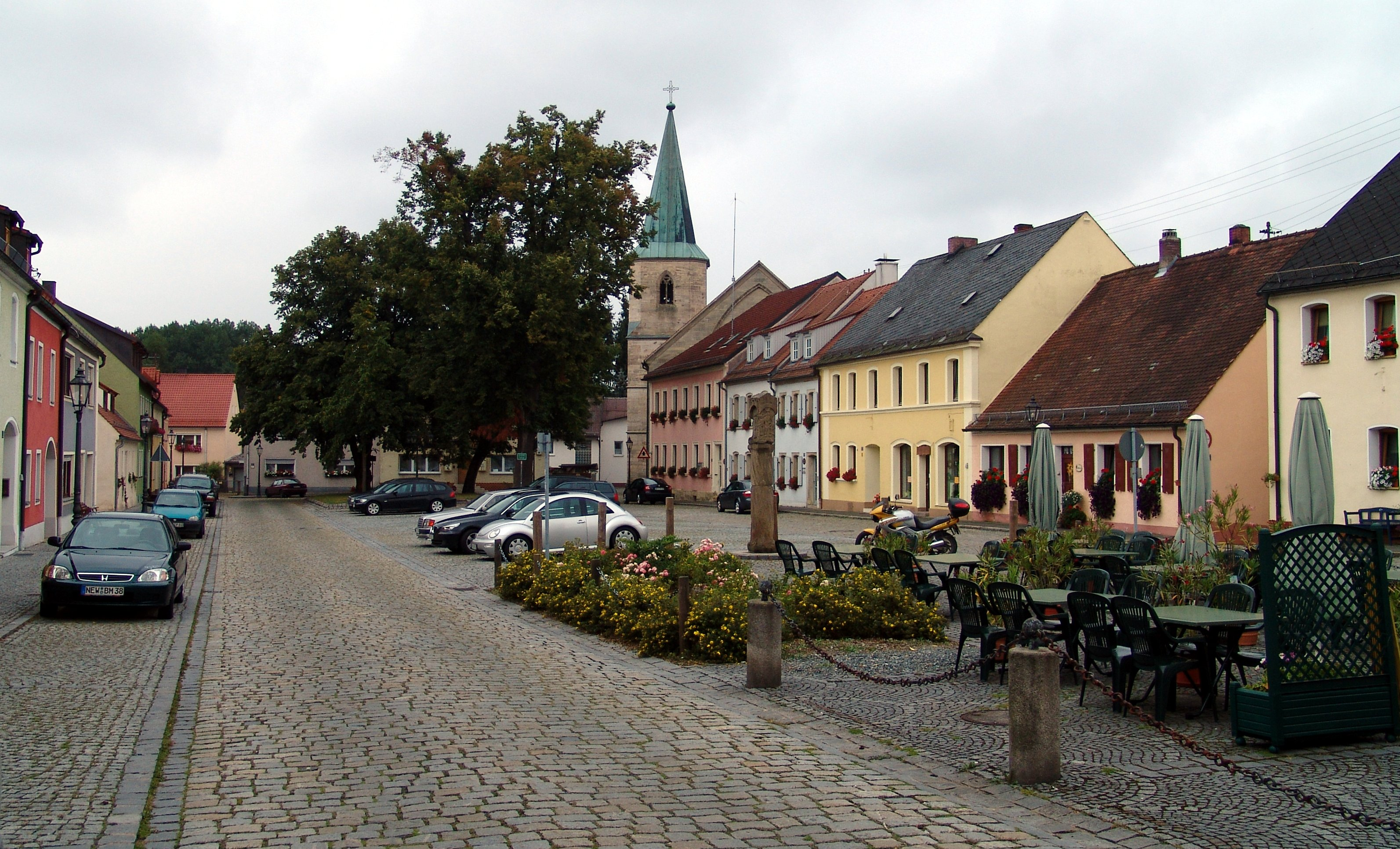
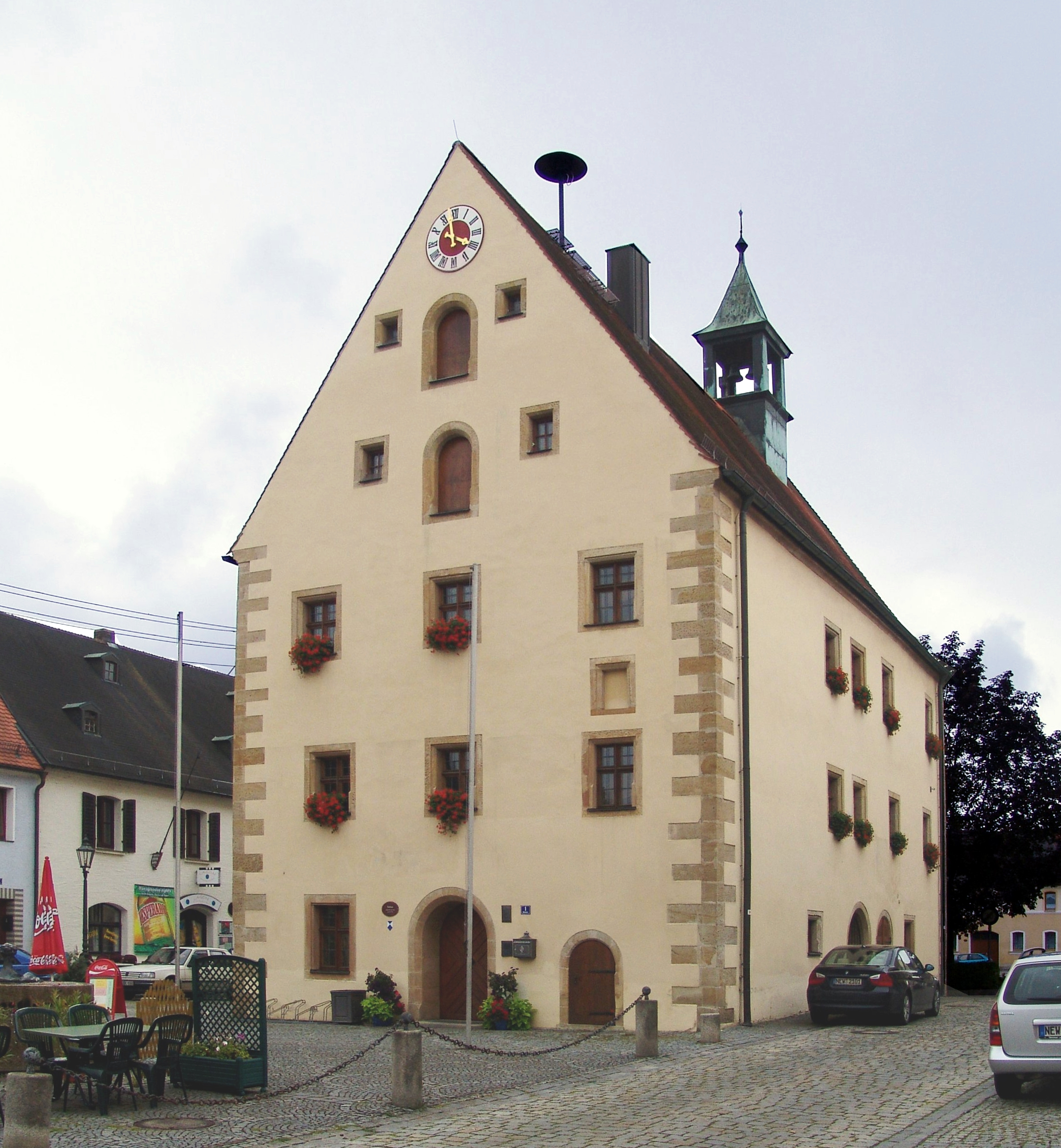